# Gjógvaráfjall
Gjógvaráfjall är ett berg i Färöarna (Kungariket Danmark).   Det ligger i sýslan Eysturoya sýsla, i den norra delen av landet, 25 km norr om huvudstaden Tórshavn. Toppen på Gjógvaráfjall är 678 meter över havet. Gjógvaráfjall ligger på ön Eysturoy.
Terrängen runt Gjógvaráfjall är huvudsakligen kuperad. Runt Gjógvaráfjall är det ganska glesbefolkat, med 36 invånare per kvadratkilometer. Närmaste större samhälle är Klaksvík, 13,5 km öster om Gjógvaráfjall. Trakten runt Gjógvaráfjall består i huvudsak av gräsmarker.